# 藤原ひろのぶ

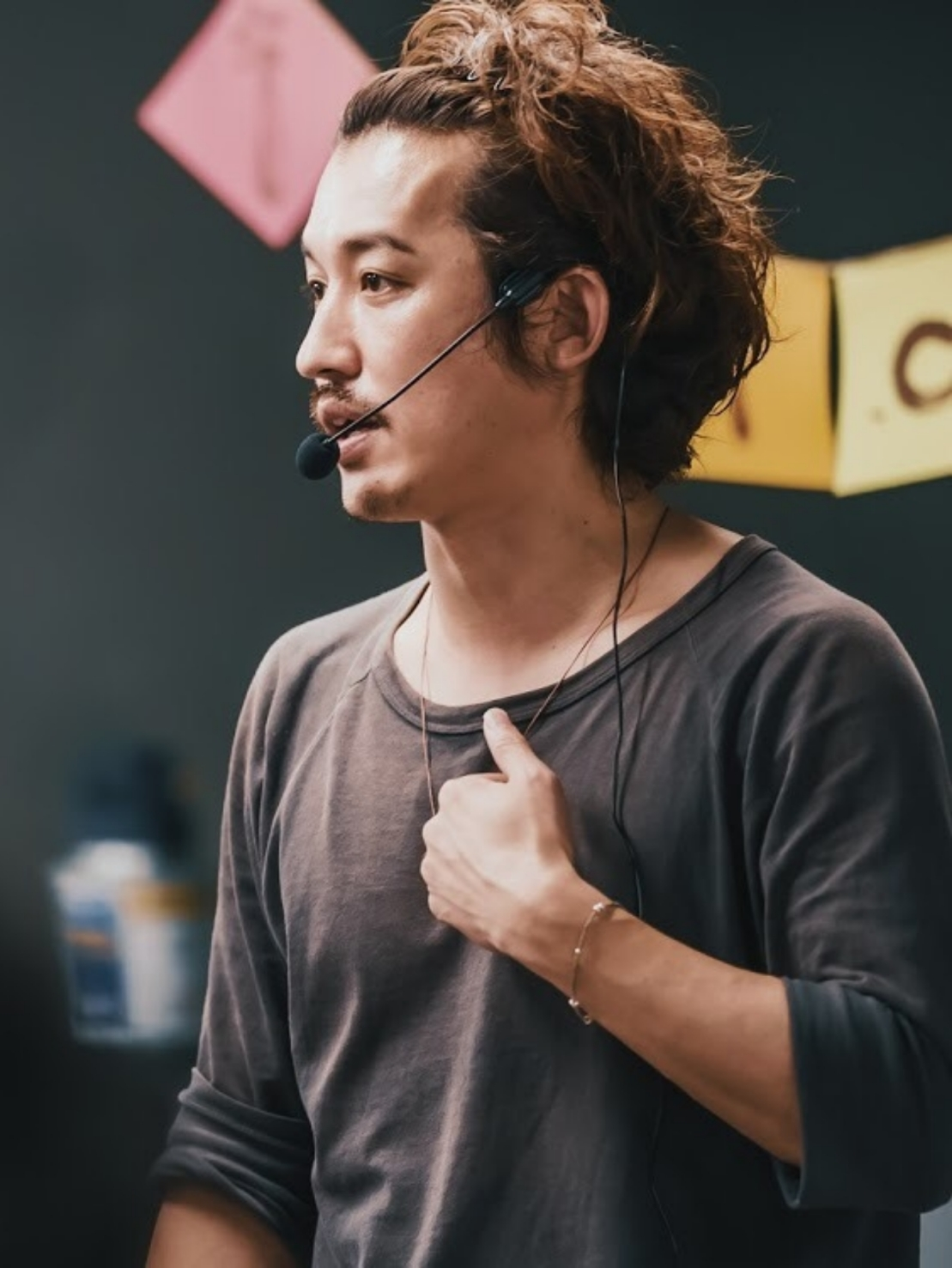

藤原 ひろのぶ（ふじわら ひろのぶ、藤原 宏宣、1980年10月6日 - ）は、日本の実業家、作家、社会活動家、政治活動家。特定非営利活動法人「NGO GOODEARTH」代表。
在日韓国人である両親のもとに生まれる。

## 来歴
大阪府大阪市西成区生まれ。創価高校、創価大学を経て、一般企業に入社。営業マンとして好成績をおさめるものの、3年で退社。その後、農業に関わる仕事を目指して、自ら米屋を立ち上げるが、赤字を出し続けて３年で閉鎖。様々な職業を転々とした後で、日本で知り合ったギニア人とともにギニアに赴き、現地で製氷工場を設立。
この過程において、現地で目にした圧倒的な格差社会に衝撃を受け、貧困問題に取り組むことを決意する。
現在は、バングラデシュにおいて、スラム街の子供たちに食糧を支援する「ギフトフード」、および学校を建設する事業に力を注いでいる。

## 活動
2017年にfacebookページ「病気を治そう!!」、ブログ「健康のすすめ」を立ち上げ、「健康のすすめ」は月間200万PVを稼ぐ人気サイトに成長。
また、全国各地を回りながら、社会問題、地球環境問題の啓発を目的とした講演会を積極的に行っており、その数は3年間で1000回を超える。
2018年9月に『買いものは投票なんだ』を出版。同作は、発売3カ月で2万部を突破し、同年12月22日、朝日新聞「売れてる本」でも書評される（評者は水無田気流）。
2019年10月には初めての単著となる『ぼくらの地球の治し方――アヤシイ社会活動家の「つながり」と「挑戦」の話』を出版。同書内では「世界とのつながりに気づくことは自分の人生を大きく変える。世界、人生に対する向き合い方を変えたことで、自由で身軽でシンプルに生きられるようになった」と述べている。
2020年12月に『買いものは投票なんだ』の続編となる『EARTHおじさん46億才』を出版。
2021年、著書の『EARTHおじさん46億才』のYouTubeチャンネル開設。
2025年6月8日、日本維新の会は第27回参議院議員通常選挙比例区に藤原を擁立すると発表した。投開票の結果、39,006票を獲得し党内得票数５位となったが、党の獲得した議席が４つに留まったため次点で落選。

## 家族
4児の父。5人兄弟で、弟妹にはかつて札幌吉本所属のお笑い芸人だった舘哲哉や、女優の藤原珠恵がいる。

## 著作
『買いものは投票なんだ』三五館シンシャ、2018年9月。ISBN 978-4-86680-900-7（法生・ほう/絵）との共著。
『ぼくらの地球の治し方』三五館シンシャ、2019年10月。ISBN 978-4-86680-906-9
『EARTHおじさん46億才』三五館シンシャ、2020年12月。ISBN 978-4-86680-914-4（法生・ほう/絵）との共著。

## 選挙歴
| 当落 | 選挙                     | 執行日         | 年齢 | 選挙区       | 政党         | 得票数    | 得票率 | 定数 | 得票順位 /候補者数 | 政党内比例順位 /政党当選者数 |
| ---- | ------------------------ | -------------- | ---- | ------------ | ------------ | --------- | ------ | ---- | ------------------ | ---------------------------- |
| 落   | 第27回参議院議員通常選挙 | 2025年07月20日 | 44   | 参議院比例区 | 日本維新の会 | 3万9006票 |        | 50   | 5/13               | 5/4                          |